# ناحیه آرکادیا، شهرستان لاپیر، میشیگان
ناحیه آرکادیا (به انگلیسی: Arcadia Township) یک منطقهٔ مسکونی در ایالات متحده آمریکا است که در شهرستان لپیر، میشیگان واقع شده‌است.
 ناحیه آرکادیا ۹۳٫۷ کیلومتر مربع مساحت و ۳٬۱۱۳ نفر جمعیت دارد و ۲۷۷ متر بالاتر از سطح دریا واقع شده‌است.